# Воронов, Анатолий Николаевич
Анатолий Николаевич Воронов — джазовый музыкант, заслуженный работник культуры РФ, руководитель оркестра «Combo Jazz Band», преподаватель музыки и пения, доцент Волгоградской консерватории им. П. А. Серебрякова. Автор монографии «Из истории волгоградского джаза» и многочисленных публикаций о джазе.

## Биография
Анатолий Воронов окончил музыкальную школу по классу баяна в Ярославле, музыкально-педагогическое училище (хоровой дирижёр), музыкальный факультет Саратовского пединститута.
В 1970 г. переезжает в Волгоград и начинает работать как преподаватель теоретических дисциплин в Волгоградском музыкально-педагогическом училище.
С 1989 г. почти 20 лет являлся начальником городского управления культуры Волгограда, создал джазовый оркестр.
В 1991 г. впервые провёл в Волгограде всероссийский фестиваль «Джазовое рукопожатие», в 1992-м реорганизовал свой оркестр в «Комбо-джаз-бэнд». С этим оркестром начали выступать джазовые звезды России — Гаранян Георгий, Бриль Игорь, Бутман Игорь, Кузнецов Алексей, Епанешников Виктор и другие.
В 2008 г. в Волгограде вышла книга Анатолия Воронова «Из истории волгоградского джаза».
В 2013 г. к 70-летию Анатолия Воронова вышла книга «Время джаза Анатолия Воронова», написанная местными волгоградскими авторами.

## Награды и звания
- лауреат Государственной премии Волгоградской области
- лауреат Премии Волгограда и Комсомола, кавалер ордена «Царицынская муза»
- знак Министерства культуры СССР «За отличную работу»
- знак администрации Волгоградской области «За верность Отечеству»